# Sergej Sobjanin
Sergej Semjonovitj Sobjanin (ryska Сергей Семёнович Собянин), född 1958 i Chantien-Mansien, är Moskvas borgmästare sedan år 2010, då han ersatte Jurij Luzjkov. Han är medlem i det Putintrogna partiet Enade Ryssland.